# Pan de Guajaibón
El pan de Guajaibón es el punto de mayor altitud del oeste de la isla de Cuba, con 699 metros sobre el nivel de mar. Compuesto por paredes de piedra caliza, presenta la forma de un pan semirredondo, de ahí su nombre.

## Contexto geográfico
Está situado en el occidente de la isla, en la Sierra del Rosario, una de las mayores cordilleras de Cuba. La montaña se alza sobre un escenario de 692 m s. n. m. de ríos, bosques, valles y cumbres. 

## Historia
Refugio tanto de los aborígenes cubanos en tiempos de la conquista, como de los mambises de la Guerra Necesaria (1895-1898), por esta región transitaron personajes históricos como los Mayores generales Antonio Maceo y Juan Rius Rivera, a finales del siglo XIX. 
El pan de Guajaibón fue escalado en 1940 por el destacado espeleólogo cubano Antonio Núñez Jiménez, quien posteriormente repitió la visita y lo estudió profusamente.
Presenta muchos sistemas cavernarios que contienen artefactos arqueológicos.
En diciembre de 2006, un grupo de jóvenes espeleólogos cubanos colocaron en su cima un busto de Antonio Maceo, para honrar su paso por esta región, cuando se conmemoraba el 110 aniversario de su muerte en combate (7 de diciembre de 1896).